# Steve Fisk
Steve Fisk é um engenheiro de som, produtor musical e músico de Washington, Estados Unidos. Fisk se juntou a banda instrumental Pell Mell em 1982. Com o vocalista Shawn Smith, formou Pigeonhed, que lançou seu primeiro álbum em 1993.

## Discografia
- Kiss This Day Goodbye, K Records, (1982), cassette
- Til the Night Closes in, K Records, (1985), cassette
- One More Valley, K Records, (1985), cassette
- 448 Deathless Days, SST Records, (1987)
- Over and Thru the Night, K Records, (1993)
- 999 Levels of Undo, Sub Pop, (2001)